# Стэн Марш
Стэнли Рэндалл (Стэн) Марш (англ. Stanley Randall (Stan) Marsh) — персонаж анимационного сериала «Южный Парк». Он озвучен и создан на основе соавтора мультфильма Трея Паркера. Стэн является одним из четырёх центральных персонажей шоу вместе со своими друзьями Кайлом Брофловски, Кенни Маккормиком и Эриком Картманом. Он дебютировал на телевидении, когда Южный Парк вышел первый раз в эфир 13 августа 1997 года, после того как впервые появился в короткометражке Дух Рождества, созданной Паркером вместе со своим другом Мэттом Стоуном, которая включает две части: вышедшую в 1992 году «Иисус против Фрости» (англ. Jesus vs. Frosty) и в 1995 «Иисус против Санты» (англ. Jesus vs. Santa).
Стэн является учеником третьего, а затем четвёртого класса, он обычно довольно опытен и мудр по сравнению с другими персонажами, что нехарактерно для обычной жизни в вымышленном городе Саус-Парк, штат Колорадо. Стэн, как правило, дружелюбен, готов помочь, и часто вместе с Кайлом они играют роль главных героев мультфильма. Стэн часто в безоговорочной устной форме выражает явное отсутствие уважения к взрослым и их опыту, так как взрослые жители Саус-Парка редко используют свои способности критически мыслить.
Стэн анимирован на компьютере таким образом, чтобы подражать оригинальному методу показа картинок, вырезанных из  цветной бумаги. Он также появляется в 1999 году полнометражный фильме «Южный Парк: больше, длиннее и без купюр», а также в средствах массовой информации, пишущих о «Южном парке» и товарах, произведённых на его основе. Хотя Паркер и Стоун изобразили Стэна как ребёнка, его диалоги часто призваны отразить позицию и взгляды, ориентированные на взрослых, вопросы, которые он ставит, неоднократно цитируется в многочисленных публикациях специалистов в области политики, религии, массовой культуры и философии.
День рождения Стэна — 19 октября (как и Трея Паркера). По знаку зодиака: Весы.

## Роль
Стэн живёт в Саус-Парке с отцом Рэнди, геологом, и матерью Шэрон, секретарём в ринопластической клинике. Кроме того со Стэном и его родителями живут его старшая сестра Шелли, которая является хулиганкой и регулярно его бьёт, и его прикованный к инвалидной коляске столетний дед Марвин, который вследствие слабоумия называет Стэна «Билли» и ранее пытался заставить Стэна помочь ему уйти из жизни. Стэн учится в Начальной школе Саус-Парка в четвёртом классе Мистера Гаррисона. В течение первых 58 эпизодов шоу (с 1997 года до серии «Четвёртый класс» четвёртого сезона в 2000 году) Стэн и другие главные герои были в третьем классе. Его день рождения был указан как 19 октября 2001 года на страничке в Facebook в «У вас 0 друзей». Стэн часто стыдится и раздражён выходками своего отца, наподобие пьянства в общественных местах. У Стэна также есть дядя Джимбо, их отношения получили развитие в первых двух сезонах.
Среди главных героев сериала Кайл является единственным еврейским ребёнком, Картман страдает от ожирения, жадности и крайнего фанатизма, а Кенни отличается крайней бедностью и часто умирает. Отличительная черта Стэна (согласно официальному сайту мультфильма) — это то, что он «нормальный, средний американец, который просто ребёнок». Несмотря на это, с эпизода «Ассбургеры» зрителям становится ясно, что Стэн начинает свой день с глотка виски, чтобы мир не казался ему «дерьмом».
Стэн создан на основе Паркера, в то время как Кайл — на основе Стоуна. Стэн и Кайл лучшие друзья, и их взаимосвязь, отражающая реальную дружбу между Паркером и Стоуном, является общей темой шоу. Оба имеют разногласия, но они всегда проходят без долгосрочного ущерба для дружбы. Как и в случае с другими друзьями и одноклассниками, Стэн часто ссорится с Картманом, обижаясь на его поведение и откровенно насмехаясь над его весом. Стэн также является близким другом Кенни, и Кенни признаётся в своём завещании, что Стэн — один из его друзей, что «лучше пожелать нельзя». Стэн отлично понимает приглушенный голос Кенни и, как правило, восклицает «Господи! Они убили Кенни!» после очередной смерти Кенни, что позволяет Кайлу воскликнуть «Сволочи!». У Стэна — единственного из главных героев — есть подружка Венди Тестабургер, и их отношения были повторяющейся темой во многих сезонах сериала. Однако Венди бросает Стэна в седьмом сезоне в эпизоде «Изюминки», но они мирятся в одиннадцатом сезоне в серии «Список». Когда Венди пытается поцеловаться или заговорить со Стэном, он сильно нервничает, и его рвёт. Это является повторяющейся шуткой сериала. Во многих эпизодах Стэн сталкивается с этическими проблемами, моральными дилеммами и спорными вопросами и часто выступает с речью, в которой подводит выводы, и она часто начинается с фразы «Сегодня я многое понял…».

## Религиозные взгляды
Несмотря на то, что Стэн — католик, в некоторых эпизодах он меняет веру. Так, в эпизоде «Попадают ли умственно отсталые в ад?» он, разочаровавшись в католицизме, вместе с остальными детьми идет в «Церковь Новой Веры», основанную Картманом. Но убедившись, что единственная цель Эрика — собирать деньги с прихожан, возвращается к прежней вере.
В эпизоде «Суперлучшие друзья» Стэн вступает в секту «Блейнтологии», где его бреют налысо. Все последователи этой религии были обязаны восхвалять знаменитого мага Дэвида Блейна и проповедовать его учение. Стэн первым решается уйти из секты, о чём прямо заявляет Кайлу, однако тот категорически отказывается покидать общину, мотивируя это тем, что «почувствовал себя частью чего-то большего, чем рутинная жизнь». Стэн несколько раз пытается вытянуть Кайла из секты, ему даже приходится просить помощи у Иисуса.
В эпизоде «Самый большой говнюк во вселенной», когда Кайл после посещения шоу экстрасенса Джона Эдварда поступает в еврейскую школу, Стэн, опасаясь за будущее своего лучшего друга, пытается вывести медиума-шарлатана на чистую воду. Обретя популярность среди американской публики, Стэн рассказывает зрителям, что на самом деле «сверхспособности экстрасенсов» — не что иное, как интуиция и глубокие познания в логике.
В эпизоде «Всё о мормонах» Стэн хочет побить заносчивого новичка класса по имени Гарри, прибывшего из Юты вместе со своей семьей. Но при первой же попытке спровоцировать новенького на драку он пленяется его обаянием и добродушием. Гарри приглашает Стэна на ужин, где он впервые знакомится с мормонами. На протяжении эпизода Стэн узнает о их религии и замечает ляпы и несоответствия в их историях. В конце эпизода, поссорившись с Гарри, перестает быть мормоном.
Позже, в эпизоде «Застрявший в чулане», Стэн хочет стать саентологом. После его многократной проверки прибором «E-METER» остальные члены «Церкви саентологии» считают мальчика возродившимся пророком Роном Хаббардом. Но вскоре Стэн, поняв, что его главная задача будет состоять в выколачивании денег из новоприбывших в церковь, отказывается быть их духовным лидером.

## Семья
Рэнди Марш — отец Стэна и Шелли, геолог, один из главных взрослых персонажей сериала.
Шерон (иногда Кэрол) Марш — мать Стэна и Шелли, секретарь в ринопластической клинике.
Шелли Марш — сестра-подросток Стэна, носит скобы, нервная и ожесточенная девочка. Ненавидит своего младшего брата и все время обзывает его придурком.

### Марвин Марш

Марвин Марш

Марвин (Дедушка) Марш — дедушка Стэна Марша, страдающий от старческого маразма. Дедушку Марша озвучивает Трей Паркер, как и Рэнди и Стэна. Дедушке 102 года (говорится об этом в эпизоде «Смерть»). Это означает, что дедушка был уже старым, когда родился Рэнди Марш (ему 38 лет). Такое большое возрастное различие не имеет объяснений до сих пор.
В эпизоде «Седой рассвет» становится известно, что дедушка Марш проработал 50 лет на сталелитейном заводе. Во время Второй мировой войны он летал на «Supermarine Spitfire» над Германией (вероятно, отсылка на одну из четырёх групп ВВС Соединенных Штатов, дислоцировавшихся в Англии и Средиземноморье и оснащенных Supermarine Spitfire).
В некоторых сериях Марвина называют дедом Стэна и по матери, и по отцу. В поздних эпизодах, тем не менее, подразумевается, что он — отец Рэнди. Второе имя Марвина Марша — Рэнди. Это упоминается в эпизоде «Чудесная пасхальная история», где Рэнди рассказывает Стэну, что его семья была в обществе, которое охраняет секрет о Пасхе, и дедушка является её участником. Он обычно ошибочно называет Стэна именем «Билли», как в своё время Марвина называл его собственный дед. Есть ещё порох в пороховницах, это доказывается в серии «Пятерняшки 2000».
Дедушка Марвина Марша — мёртв, находится в Чистилище. Имя неизвестно.
Рой — отчим Стэна на момент эпизода «Домики для игр».